# Краковяни (Нижньосілезьке воєводство)
Краковяни (пол. Krakowiany, нім. Krakowahne) — село в Польщі, у гміні Длуґоленка Вроцлавського повіту Нижньосілезького воєводства.
Населення — 140 осіб (2011).
У 1975-1998 роках село належало до Вроцлавського воєводства.

## Демографія
Демографічна структура станом на 31 березня 2011 року:
|          | Загалом | Допрацездатний вік | Працездатний вік | Постпрацездатний вік |
| -------- | ------- | ------------------ | ---------------- | -------------------- |
| Чоловіки | 69      | 9                  | 51               | 9                    |
| Жінки    | 71      | 13                 | 44               | 14                   |
| Разом    | 140     | 22                 | 95               | 23                   |